# Wahlen
Wahlen je obec ve švýcarském kantonu Basilej-venkov. Žije zde přibližně 1 500 obyvatel.

## Geografie
Obec se nachází na rovině, v nadmořské výšce kolem 400 metrů, asi 2 kilometry jižně od okresního města Laufen.

## Historie

Letecký pohled (1953)

Při stavbě vesnického kostela v roce 1837 byla nalezena mohyla, kterou historici řadí do doby bronzové. V roce 1927 byly objeveny kamenné cistové hroby z 8. století. Osada se tehdy nacházela na římské cestě, která vedla z Val Terbi ve frankofonním Švýcarsku přes průsmyk Blattenpass na Blauen a do okolí Basileje. Název místa byl odvozen z latinského vallum, což znamená val nebo opevnění. První doložená zmínka o místě pochází z druhé poloviny 12. století pod názvem Waltenen. Tehdy papež Alexandr III. sestavil černou listinu známých nepřátel kláštera svatého Albana. Nařídil basilejskému biskupovi, aby je vyloučil z církevního společenství a zakázal konání bohoslužeb v vévodství rodu Zähringů. Mezi nimi byli i bratři Ramsteinové, kteří si nárokovali pozemky ve Waltenenu.
Wahlen byl těžce postižen třicetiletou válkou. Obyvatelé našli útočiště v sousední vesnici Grindel. V roce 1792 vtrhli Francouzi do Laufentalu a Wahlen patřil nejprve k Rauracké republice a od roku 1793 k départementu Mont-Terrible. V roce 1815 se obec rozhodnutím Vídeňském kongresu stala součástí Švýcarska a byla přiřazena do kantonu Bern. V otázce změny kantonu pro okres Laufen obec v obou hlasováních v letech 1983 a 1989 odmítla připojení ke kantonu Basilej-venkov, ale podruhé byla přehlasována.. Změna vstoupila v platnost v roce 1994.

## Obyvatelstvo
| Rok            | 1850 | 1870 | 1900 | 1930 | 1950 | 1960 | 1970 | 1980 | 1990 | 2000 |
| Počet obyvatel | 328  | 288  | 456  | 549  | 640  | 841  | 939  | 908  | 937  | 1240 |

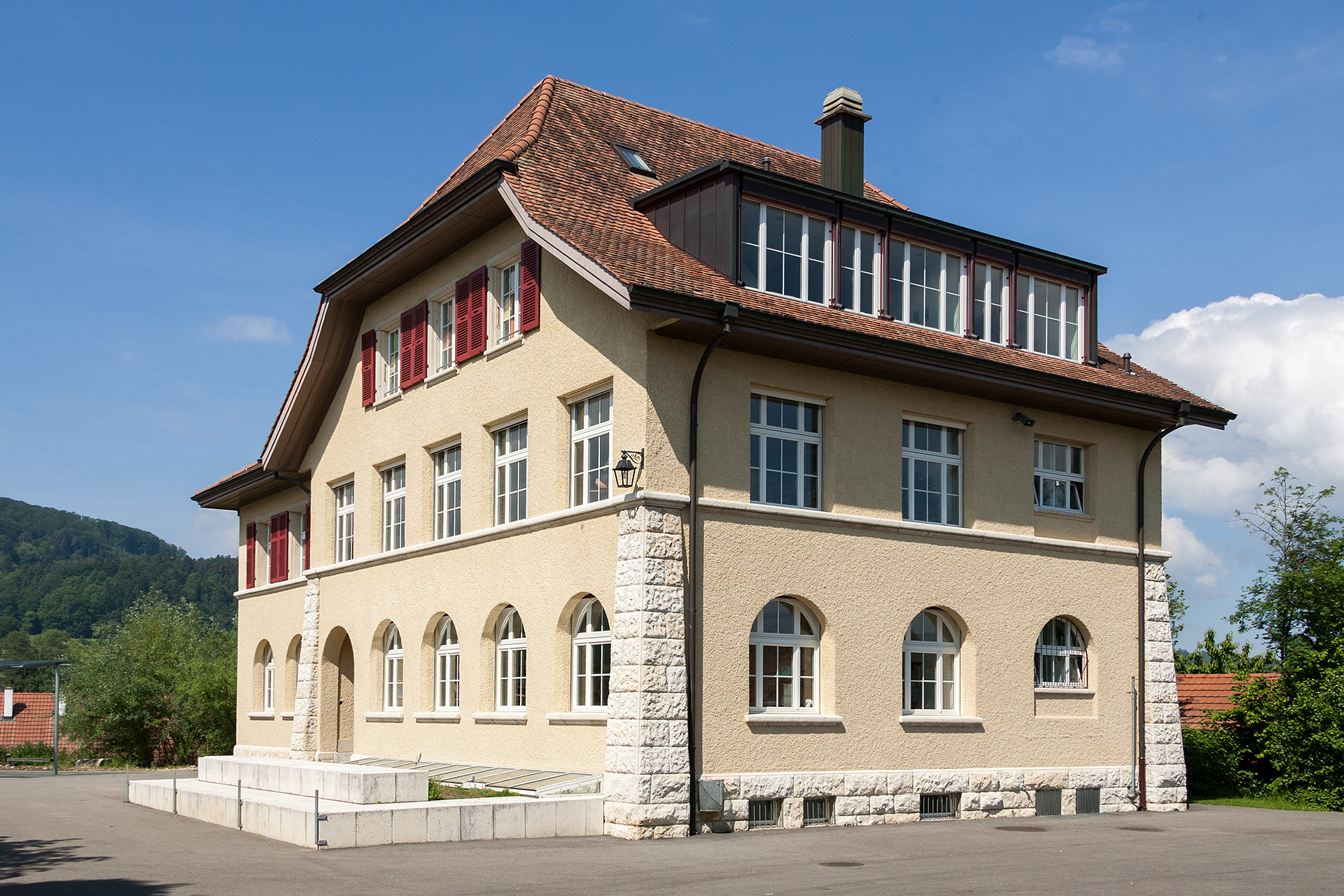
Škola

Z celkového počtu obyvatel je 96,5 % německy mluvících a 0,7 % francouzsky mluvících (k roku 2000). V roce 2008 v obci žilo 7,7 % cizinců.

## Doprava
Do obce vede pouze vedlejší silnice, vycházející z kantonální hlavní silnice č. 18 (Basilej–Laufen).
Železniční trať Basilej–Delémont prochází několik kilometrů od obce a jezdí po ní v pravidelném intervalu vlaková linka S3 basilejské S-Bahn. Do Wahlenu jezdí z Laufenu autobusová linka Postauto.